# Topsentia myxa
Topsentia myxa är en svampdjursart som först beskrevs av de Laubenfels 1951.  Topsentia myxa ingår i släktet Topsentia och familjen Halichondriidae. Inga underarter finns listade i Catalogue of Life.